# ابن مکنسه اسکندرانی
ابوطاهر اسماعیل بن محمّد شهرت‌یافته به ابن مِکنَسَهٔ اسکندرانی (؟ -۱۱۱۶) شاعر عربی مصری در سدهٔ پنجم هجری بود.